# Pachysylvia
Pachysylvia — рід горобцеподібних птахів родини віреонових (Vireonidae). Представники цього роду мешкають в Мексиці, Центральній і Південній Америці. Раніше їх відносили до роду Віреончик (Hylophilus), однак за результатами ґрунтовного молекулярно-філогенетичного дослідження родини віреонових, яке показало, що рід Hylophilus був поліфілітичним, вини були переведені до відновленого роду Pachysylvia.

## Види
Виділяють п'ять видів:
- Віреончик білочеревий (Pachysylvia decurtata)
- Віреончик вохристий (Pachysylvia hypoxantha)
- Віреончик вохристощокий (Pachysylvia muscicapina)
- Віреончик золотолобий (Pachysylvia aurantiifrons)
- Віреончик іржастоголовий (Pachysylvia semibrunnea)

## Етимологія
Наукова назва роду Pachysylvia походить від сполучення слова дав.-гр. παχυς — великий, товстий і наукової назви роду Кропив'янка (Sylvia Scopoli, 1769).